# Garfield (ligne rouge du métro de Chicago)
Pour les articles homonymes, voir Garfield.
Ne doit pas être confondu avec Garfield (ligne verte du métro de Chicago).
Garfield est une station de la ligne rouge du métro de Chicago située au croisement de Garfield Boulevard et de la Dan Ryan Expressway. Elle se trouve à proximité de l'université de Chicago et du musée des sciences et de l'industrie. La station se trouve dans le quartier de Fuller Park.

## Histoire
Comme les neuf autres stations de la Dan Ryan Branch, Garfield a été construite par le cabinet d’architecte Skidmore, Owings & Merrill sous un  design le simple et le plus fonctionnel possible. Elle a ouvert ses portes le 28 septembre 1969 avant d’être entièrement rénovée en 2006. La rénovation aura permis l’embellissement de la station (très désuète et impersonnelle) grâce à la pose d’une œuvre d’art dans l’entrée principale de la station. 
La seule différence vis-à-vis de ses consœurs de la Dan Ryan Branch, c’est que pour des raisons techniques un auvent identique aux autres n’a pu être posé. Garfield conserve donc son auvent d’origine et les zones couvertes avant rénovation l’ont été grâce à l’arrimage de panneaux, installés de manière différente aux pontons qui surplombent l’autoroute.

## Correspondances
Avec les bus de la Chicago Transit Authority :
- #24 Wentworth
- #55 Garfield (Owl Service)
- #X55 Garfield Express
- #59 59th/61st
- #174 U of Chicago/Garfield Stations

## Dessertes
| Nord/Ouest            |  |             |  | Sud/Est                 |
| --------------------- |  | ----------- |  | ----------------------- |
| 47th vers Howard      |  | ligne rouge |  | 63rd vers 95th/Dan Ryan |
| modifier sur Wikidata |  |             |  |                         |